# Crocus candidus
Crocus candidus är en irisväxtart som beskrevs av E.D.Clarke. Crocus candidus ingår i släktet krokusar, och familjen irisväxter. Inga underarter finns listade i Catalogue of Life.